# Grateful Dead
Grateful Dead je bila ameriška rock skupina, ustanovljena leta 1965 v San Franciscu. Med njihove znane pesmi se prišteva Truckin', One More Saturday Night, Mexicalli Blues, Sugar Magnolia in druge.

## Studijski albumi
- The Grateful Dead (1967)
- Anthem of the Sun (1968)
- Aoxomoxoa (1969)
- Live/Dead (1969)
- Workingman's Dead (1970)
- American Beauty (1970)
- Grateful Dead (Skull & Roses) (1971)
- Europe '72 (1972)
- History of the Grateful Dead, Volume One (Bear's Choice) (1973)
- Wake of the Flood (1973)
- From the Mars Hotel (1974)
- Blues for Allah (1975)
- Steal Your Face (1976)
- Terrapin Station (1977)
- Shakedown Street (1978)
- Go to Heaven (1980)
- Reckoning (1981)
- Dead Set (1981)
- In the Dark (1987)
- Dylan & the Dead (1989)
- Built to Last (1989)
- Without a Net (1990)